# サイまる

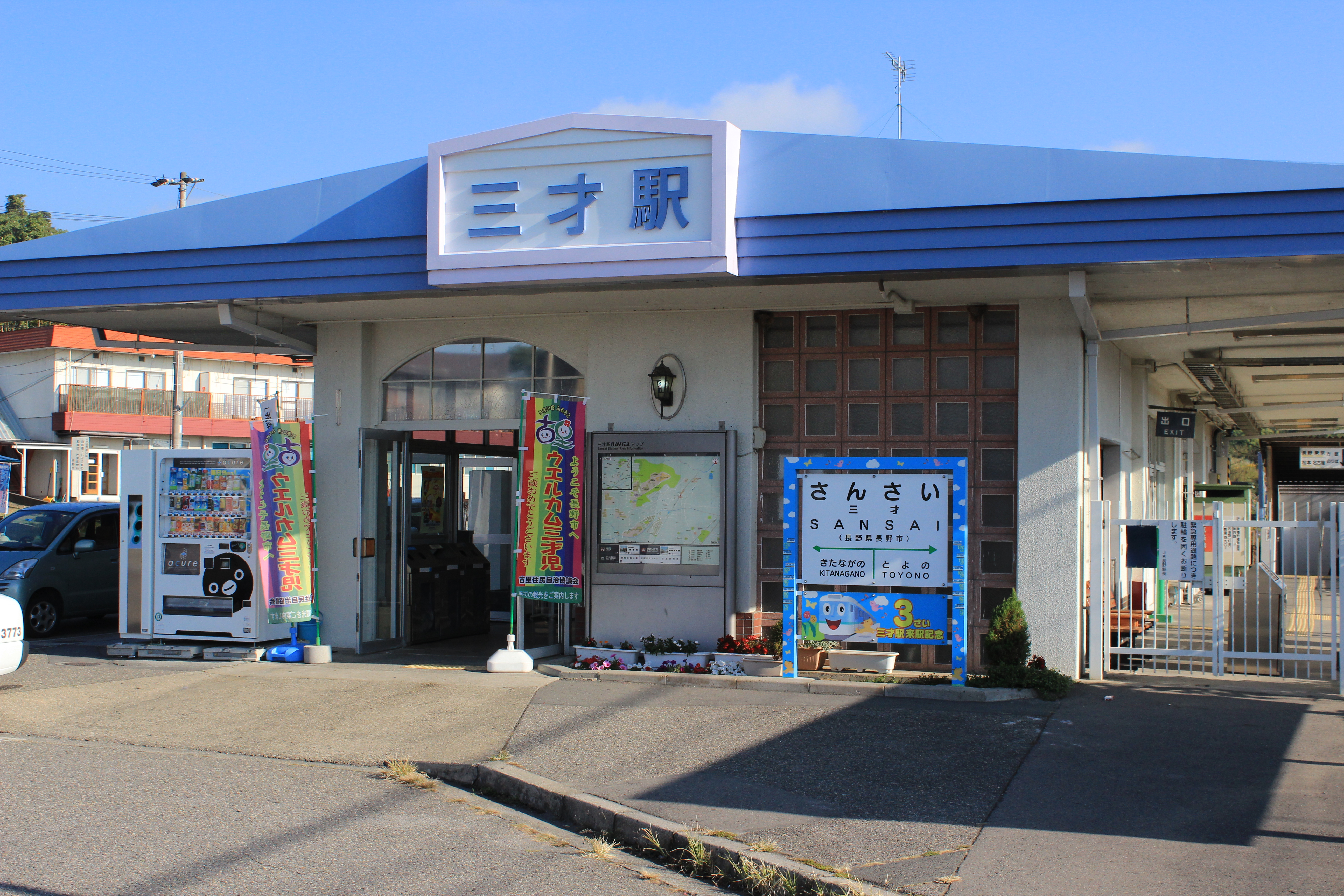
三才駅

サイまるは、長野県長野市大字三才字念仏塚にあるしなの鉄道「三才駅」のゆるキャラである。
数か月に一度三才駅で会うことができる。登場予定は、三才駅看板を参照。

## 概要
一支所一モデル事業「三才駅かわいい化プロジェクト」から誕生。
その後、サイまるの家族が誕生。
2019年　ゆるキャラグランプリに出場。

## プロフィール

### サイまる
- 誕生日：3月３日
- 年齢：永遠の33歳　３歳の息子がいる
- 好きなもの：山菜
- 嫌いなもの：ポイ捨て
- 出没地：三才駅

### サイまるの家族[2]

#### サイまるの子ども　サイ太郎（３歳）
- 好奇心旺盛な三才児
- 幼稚園児
- 三輪車に乗るのが好き
- 散歩して拾った落ち葉や小石が宝物
- 好きなもの・こと　体を動かすこと、遊ぶこと、 電車。おばあちゃんの作るおやき

#### サイまるの妻　ミサ
- ・サイまるの妻
- 清泉女学院大学卒業
- 清泉の文化祭でサイまると出会う
- 観光情報センターで働いている
- 得意料理は野沢菜漬けと山菜を使った料理
- 漢字で書くと三沙

#### サイまるのお母さん　おサイ
- 山菜のおやき作りが得意で、家族からも大好評
- 電車に乗って旅行に行くのが好きで、 旅行のガイドブックをよく読んでいる
- 好きなものは七味唐辛子
- おでこの三のしわがチャームポイント

#### サイまるのお父さん サイゾウ
- 孫を連れて三才駅へ散歩をして 電車を見るのが好き
- 旗当番をしてこどもたちの 通学を見守っている
- 好きなものは歌舞伎揚げ 嫌いなものは交通違反